# Malattia di Caroli
La malattia di Caroli è una patologia congenita che si caratterizza per la presenza di cisti dei dotti biliari intraepatici. Quest'evento sembra essere legato alla dilatazione segmentale e multifocale, ma non si conosce l'evento scatenante, esordisce in qualunque età con prevalenza nel sesso femminile e con carattere ereditario autosomico recessivo. È una malattia molto rara e ad oggi sono stati descritti meno di trecento casi in tutto il mondo. Oltre alla dilatazione delle vie intraepatiche non sussistono altre alterazioni.

## Clinica
I sintomi principali sono il "dolore biliare" ricorrente legato a calcolosi o ad una colangite batterica.  In alcuni casi sono state descritte pancreatiti associate ed ipertensione portale con conseguente epatosplenomegalia, varici esofagee ed emorragie intestinali.

## Diagnosi
La diagnosi si basa su ecografia, TC, e colangiografia a risonanza magnetica. Nei casi dubbi può essere dirimente la biopsia epatica.

## Terapia
Il trattamento dipende dallo stadio della malattia. Può essere conservativo con antibiotici, acido ursodesossicolico e drenaggio biliare; o chirurgico. Il trapianto di fegato può essere preso in considerazione come trattamento definitivo.

## Prognosi
La prognosi è legata alla gravità della colangite e alla presenza di malattie associate. La malattia di Caroli aumenta il rischio di tumore dei dotti biliari.